# TJ Sigma Lutín

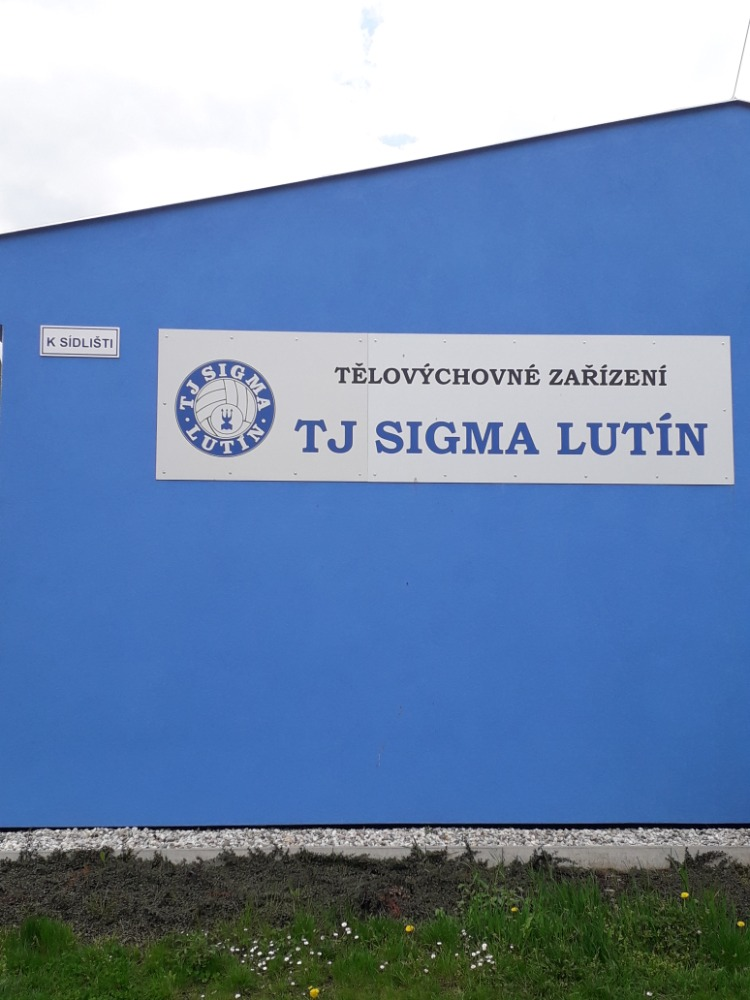
Budova šaten

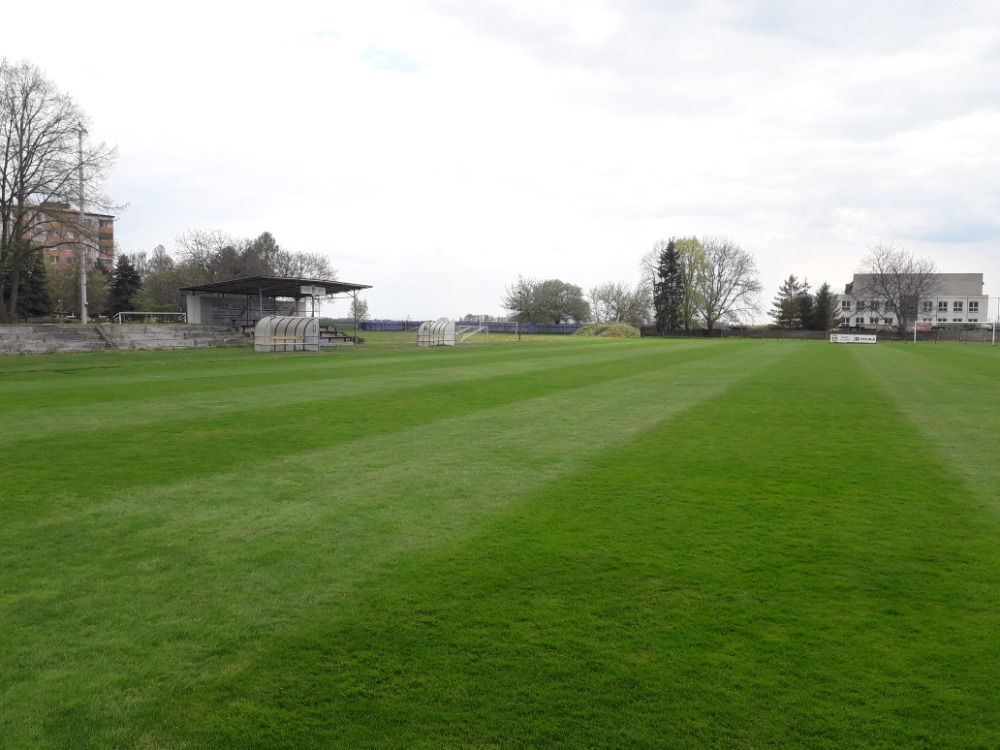
Stadion Lutín

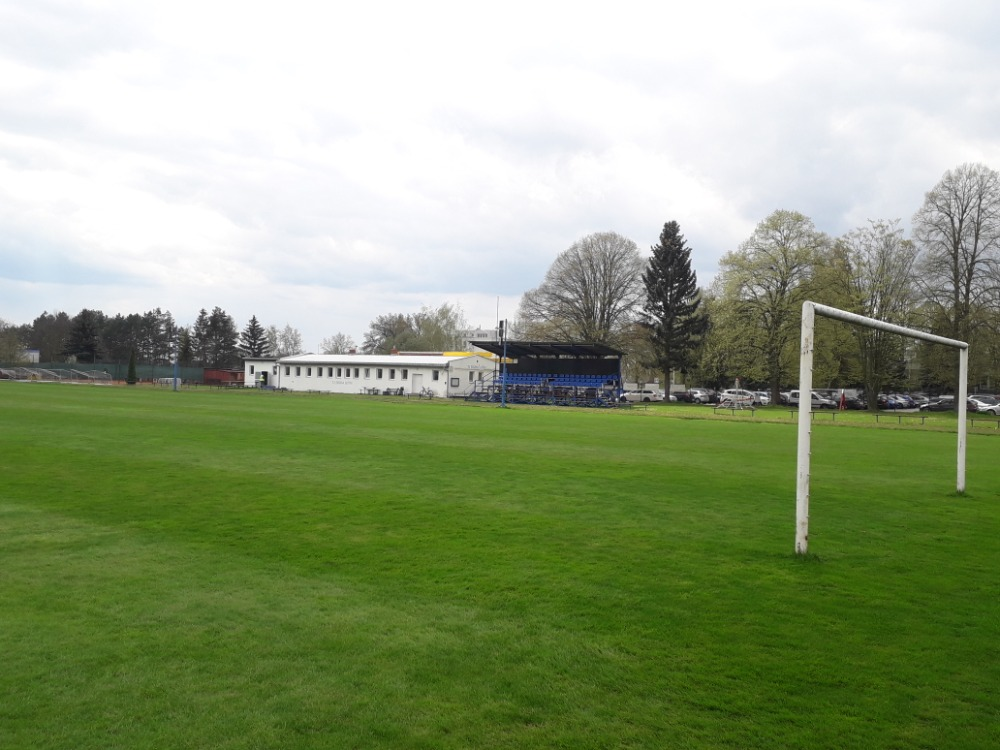
Stadion v Lutíně

TJ Sigma Lutín je český fotbalový klub z obce Lutín, který byl založen v roce 1936 pod názvem SK Sigmund Lutín. Od sezony 2016/17 hraje I.B třídu Olomouckého kraje (7. nejvyšší soutěž). Lutín v ročníku 2017/18 vyhrál Krajský přebor, možnosti postupu do Divize E však nevyužil.
Své domácí zápasy odehrává na stadionu v Lutíně.

## Historické názvy
Zdroj: 
- 1936 – SK Sigmund Lutín (Sportovní klub Sigmund Lutín)
- 1945 – TJ Sokol Sigma Lutín (Tělovýchovná jednota Sokol Sigma Lutín)
- 1953 – DSO Spartak Lutín (Dobrovolná sportovní organisace Spartak Lutín)
- 1957 – TJ Spartak Lutín (Tělovýchovná jednota Spartak Lutín)
- 19?? – TJ Sigma Lutín (Tělovýchovná jednota Sigma Lutín)

## Umístění v jednotlivých sezonách
Zdroj: 
Legenda: Z – zápasy, V – výhry, R – remízy, P – porážky, VG – vstřelené góly, OG – obdržené góly, +/− – rozdíl skóre, B – body, červené podbarvení – sestup, zelené podbarvení – postup, fialové podbarvení – reorganizace, změna skupiny či soutěže
| Protektorát Čechy a Morava (1939 – 1945) |                                                             |                                                             |                                                                 |                                                                 |                                                                 |                                                                 |                                                                 |                                                                 |                                                                 |                                                                 |                                                             |
| Sezóny                                   | Liga                                                        | Úroveň                                                      | Z                                                               | V                                                               | R                                                               | P                                                               | VG                                                              | OG                                                              | +/−                                                             | B                                                               | Pozice                                                      |
| ...                                      |                                                             |                                                             |                                                                 |                                                                 |                                                                 |                                                                 |                                                                 |                                                                 |                                                                 |                                                                 |                                                             |
| 1942/43                                  | I. A třída HHŽF                                             | 3                                                           | 22                                                              | 9                                                               | 7                                                               | 6                                                               | 81                                                              | 58                                                              | +23                                                             | 25                                                              | 3.                                                          |
| 1943/44                                  | I. A třída HHŽF                                             | 3                                                           | 25                                                              | 11                                                              | 5                                                               | 9                                                               | 73                                                              | 55                                                              | +18                                                             | 27                                                              | 5.                                                          |
| 1944/45                                  | Končila druhá světová válka, pravidelné soutěže se nehrály. | Končila druhá světová válka, pravidelné soutěže se nehrály. | Končila druhá světová válka, pravidelné soutěže se nehrály.     | Končila druhá světová válka, pravidelné soutěže se nehrály.     | Končila druhá světová válka, pravidelné soutěže se nehrály.     | Končila druhá světová válka, pravidelné soutěže se nehrály.     | Končila druhá světová válka, pravidelné soutěže se nehrály.     | Končila druhá světová válka, pravidelné soutěže se nehrály.     | Končila druhá světová válka, pravidelné soutěže se nehrály.     | Končila druhá světová válka, pravidelné soutěže se nehrály.     | Končila druhá světová válka, pravidelné soutěže se nehrály. |
| Československo (1945 – 1993)             |                                                             |                                                             |                                                                 |                                                                 |                                                                 |                                                                 |                                                                 |                                                                 |                                                                 |                                                                 |                                                             |
| Sezóny                                   | Liga                                                        | Úroveň                                                      | Z                                                               | V                                                               | R                                                               | P                                                               | VG                                                              | OG                                                              | +/−                                                             | B                                                               | Pozice                                                      |
| ...                                      |                                                             |                                                             |                                                                 |                                                                 |                                                                 |                                                                 |                                                                 |                                                                 |                                                                 |                                                                 |                                                             |
| 1963/64                                  | I. B třída Severomoravského kraje – sk. C                   | 5                                                           | 22                                                              | 11                                                              | 1                                                               | 10                                                              | 48                                                              | 51                                                              | −3                                                              | 23                                                              | 5.                                                          |
| 1964/65                                  | I. B třída Severomoravského kraje – sk. C                   | 5                                                           | 22                                                              | 6                                                               | 6                                                               | 10                                                              | 30                                                              | 33                                                              | −3                                                              | 23                                                              | 9.                                                          |
| 1965/66                                  | I. B třída Severomoravské oblasti – sk. C                   | 6                                                           | 22                                                              | 8                                                               | 2                                                               | 12                                                              | 36                                                              | 47                                                              | −11                                                             | 18                                                              | 10.                                                         |
| ...                                      |                                                             |                                                             |                                                                 |                                                                 |                                                                 |                                                                 |                                                                 |                                                                 |                                                                 |                                                                 |                                                             |
| 1988/89                                  | Okresní přebor Olomoucka                                    | 8                                                           | 26                                                              | ...                                                             | ...                                                             | ...                                                             | ...                                                             | ...                                                             | ...                                                             |                                                                 | 4.                                                          |
| 1989/90                                  | Okresní přebor Olomoucka                                    | 8                                                           | 26                                                              | 17                                                              | 5                                                               | 4                                                               | 62                                                              | 37                                                              | +25                                                             | 39                                                              | 1.                                                          |
| 1990/91                                  | I. B třída Severomoravského kraje – sk. ?                   | 7                                                           | 26                                                              | ...                                                             | ...                                                             | ...                                                             | ...                                                             | ...                                                             | ...                                                             |                                                                 |                                                             |
| 1991/92                                  | I. B třída Hanácké župy – sk. B                             | 7                                                           | 26                                                              | 16                                                              | 4                                                               | 6                                                               | 62                                                              | 33                                                              | +29                                                             | 36                                                              | 1.                                                          |
| 1992/93                                  | Divize E                                                    | 4                                                           | 30                                                              | 10                                                              | 4                                                               | 16                                                              | 40                                                              | 55                                                              | −15                                                             | 24                                                              | 12.                                                         |
| Česko (1993 – )                          |                                                             |                                                             |                                                                 |                                                                 |                                                                 |                                                                 |                                                                 |                                                                 |                                                                 |                                                                 |                                                             |
| Sezóny                                   | Liga                                                        | Úroveň                                                      | Z                                                               | V                                                               | R                                                               | P                                                               | VG                                                              | OG                                                              | +/−                                                             | B                                                               | Pozice                                                      |
| 1993/94                                  | Divize E                                                    | 4                                                           | 30                                                              | 9                                                               | 7                                                               | 14                                                              | 36                                                              | 47                                                              | −11                                                             | 25                                                              | 13.                                                         |
| 1994/95                                  | Divize E                                                    | 4                                                           | 30                                                              | 3                                                               | 2                                                               | 25                                                              | 17                                                              | 98                                                              | −81                                                             | 11                                                              | 16.                                                         |
| 1995/96                                  | Hanácký župní přebor                                        | 5                                                           | Mužstvo se odhlásilo v průběhu sezóny, výsledky byly anulovány. | Mužstvo se odhlásilo v průběhu sezóny, výsledky byly anulovány. | Mužstvo se odhlásilo v průběhu sezóny, výsledky byly anulovány. | Mužstvo se odhlásilo v průběhu sezóny, výsledky byly anulovány. | Mužstvo se odhlásilo v průběhu sezóny, výsledky byly anulovány. | Mužstvo se odhlásilo v průběhu sezóny, výsledky byly anulovány. | Mužstvo se odhlásilo v průběhu sezóny, výsledky byly anulovány. | Mužstvo se odhlásilo v průběhu sezóny, výsledky byly anulovány. | 16.                                                         |
| 1996/97                                  | I. B třída Hanácké župy – sk. B                             | 7                                                           | 26                                                              | 3                                                               | 3                                                               | 20                                                              | 20                                                              | 92                                                              | −72                                                             | 12                                                              | 14.                                                         |
| 1997/98                                  | Okresní přebor Olomoucka                                    | 8                                                           | 26                                                              | 4                                                               | 8                                                               | 14                                                              | 38                                                              | 65                                                              | −27                                                             | 20                                                              | 13.                                                         |
| 1998/99                                  | Okresní soutěž Olomoucka – sk. B                            | 9                                                           | 22                                                              | 6                                                               | 2                                                               | 14                                                              | 25                                                              | 68                                                              | −43                                                             | 20                                                              | 11.                                                         |
| 1999/00                                  | Okresní soutěž Olomoucka – sk. C                            | 9                                                           | 22                                                              | 7                                                               | 5                                                               | 10                                                              | 43                                                              | 43                                                              | 0                                                               | 26                                                              | 7.                                                          |
| 2000/01                                  | Základní třída Olomoucka – sk. B                            | 10                                                          | 22                                                              | 7                                                               | 3                                                               | 12                                                              | 30                                                              | 48                                                              | −18                                                             | 24                                                              | 9.                                                          |
| 2001/02                                  | Základní třída Olomoucka – sk. B                            | 10                                                          | 22                                                              | 14                                                              | 4                                                               | 4                                                               | 51                                                              | 26                                                              | +25                                                             | 46                                                              | 3.                                                          |
| 2002/03                                  | Okresní soutěž Olomoucka                                    | 9                                                           | 26                                                              | 12                                                              | 4                                                               | 10                                                              | 64                                                              | 55                                                              | −9                                                              | 40                                                              | 5.                                                          |
| 2003/04                                  | Okresní soutěž Olomoucka                                    | 9                                                           | 26                                                              | 19                                                              | 4                                                               | 3                                                               | 86                                                              | 31                                                              | +55                                                             | 61                                                              | 1.                                                          |
| 2004/05                                  | Okresní přebor Olomoucka                                    | 8                                                           | 26                                                              | 21                                                              | 2                                                               | 3                                                               | 79                                                              | 26                                                              | +53                                                             | 65                                                              | 1.                                                          |
| 2005/06                                  | I. B třída Olomouckého kraje – sk. B                        | 7                                                           | 26                                                              | 7                                                               | 6                                                               | 13                                                              | 52                                                              | 57                                                              | −5                                                              | 27                                                              | 10.                                                         |
| 2006/07                                  | I. B třída Olomouckého kraje – sk. B                        | 7                                                           | 26                                                              | 13                                                              | 7                                                               | 6                                                               | 66                                                              | 41                                                              | +25                                                             | 46                                                              | 3.                                                          |
| 2007/08                                  | I. B třída Olomouckého kraje – sk. B                        | 7                                                           | 26                                                              | 17                                                              | 2                                                               | 7                                                               | 70                                                              | 33                                                              | +37                                                             | 53                                                              | 2.                                                          |
| 2008/09                                  | I. B třída Olomouckého kraje – sk. B                        | 7                                                           | 26                                                              | 11                                                              | 5                                                               | 10                                                              | 52                                                              | 42                                                              | +10                                                             | 38                                                              | 8.                                                          |
| 2009/10                                  | I. B třída Olomouckého kraje – sk. A                        | 7                                                           | 26                                                              | 11                                                              | 1                                                               | 14                                                              | 48                                                              | 55                                                              | −7                                                              | 34                                                              | 9.                                                          |
| 2010/11                                  | I. B třída Olomouckého kraje – sk. B                        | 7                                                           | 26                                                              | 12                                                              | 5                                                               | 9                                                               | 55                                                              | 46                                                              | +9                                                              | 41                                                              | 6.                                                          |
| 2011/12                                  | I. B třída Olomouckého kraje – sk. B                        | 7                                                           | 26                                                              | 12                                                              | 3                                                               | 11                                                              | 49                                                              | 46                                                              | +3                                                              | 39                                                              | 6.                                                          |
| 2012/13                                  | I. B třída Olomouckého kraje – sk. B                        | 7                                                           | 26                                                              | 7                                                               | 7                                                               | 12                                                              | 33                                                              | 51                                                              | −18                                                             | 28                                                              | 11.                                                         |
| 2013/14                                  | I. B třída Olomouckého kraje – sk. B                        | 7                                                           | 26                                                              | 8                                                               | 6                                                               | 12                                                              | 57                                                              | 49                                                              | +8                                                              | 30                                                              | 10.                                                         |
| 2014/15                                  | I. B třída Olomouckého kraje – sk. B                        | 7                                                           | 26                                                              | 15                                                              | 5                                                               | 6                                                               | 67                                                              | 37                                                              | +30                                                             | 50                                                              | 1.                                                          |
| 2015/16                                  | I. A třída Olomouckého kraje – sk. A                        | 6                                                           | 26                                                              | 20                                                              | 2                                                               | 4                                                               | 77                                                              | 24                                                              | +53                                                             | 62                                                              | 1.                                                          |
| 2016/17                                  | Přebor Olomouckého kraje                                    | 5                                                           | 28                                                              | 11                                                              | 4 / 3                                                           | 10                                                              | 51                                                              | 40                                                              | +11                                                             | 44                                                              | 5.                                                          |
| 2017/18                                  | Přebor Olomouckého kraje                                    | 5                                                           | 26                                                              | 18                                                              | 3 / 1                                                           | 4                                                               | 69                                                              | 28                                                              | +41                                                             | 61                                                              | 1.                                                          |
| 2018/19                                  | Přebor Olomouckého kraje                                    | 5                                                           | 28                                                              | 19                                                              | 1 / 2                                                           | 6                                                               | 72                                                              | 36                                                              | +36                                                             | 61                                                              | 2.                                                          |
| 2019/20                                  | Přebor Olomouckého kraje                                    | 5                                                           | 16                                                              | 8                                                               | 1 / 0                                                           | 7                                                               | 35                                                              | 27                                                              | +8                                                              | 26                                                              | 9.                                                          |
| 2020/21                                  | Přebor Olomouckého kraje                                    | 5                                                           | 10                                                              | 5                                                               | 2 / 1                                                           | 2                                                               | 12                                                              | 8                                                               | +4                                                              | 20                                                              | 3.                                                          |
| 2021/22                                  | Přebor Olomouckého kraje                                    | 5                                                           | 30                                                              | 13                                                              | 0                                                               | 7                                                               | 39                                                              | 63                                                              | −24                                                             | 36                                                              | 11.                                                         |
| 2022/23                                  | Přebor Olomouckého kraje                                    | 5                                                           | 30                                                              | 6                                                               | 6                                                               | 18                                                              | 31                                                              | 67                                                              | −36                                                             | 24                                                              | 16.                                                         |
| 2023/24                                  | I. B třída Olomouckého kraje – sk. B                        | 7                                                           | 26                                                              | 9                                                               | 6                                                               | 11                                                              | 27                                                              | 41                                                              | −14                                                             | 33                                                              | 9.                                                          |
| 2024/25                                  | I. B třída Olomouckého kraje – sk. B                        | 7                                                           | 26                                                              | 11                                                              | 6                                                               | 9                                                               | 53                                                              | 48                                                              | +5                                                              | 39                                                              | 7.                                                          |

Poznámky:
- 1943/44: Chybí výsledek odloženého zápasu proti SK Hodolany.[7]
- 1991/92: Lutínští postoupili mimořádně koupí divizní licence od mužstva TJ Náměšť na Hané. Náměšťští převzali místo Sigmy v I. A třídě Hanácké župy v ročníku 1992/93.[11]
- Od ročníku 2016/17 včetně se hraje v Olomouckém kraji tímto způsobem: Pokud zápas skončí nerozhodně, kope se penaltový rozstřel. Jeho vítěz bere 2 body, poražený pak jeden bod. Za výhru po 90 minutách jsou 3 body, za prohru po 90 minutách není žádný bod.
- 2019/20 a 2020/21: Tyto sezony byly předčasně ukončeny z důvodu pandemie covidu-19 v Česku.